# Дібба
Дібба — старовинне місто та регіон на східному узбережжі Аравійського півострова, на півночі історичної області Шамайлія. Існувало вже в VII столітті, поблизу нього відбулася битва військ сподвижника пророка Мухаммеда каліфа Абу-Бакра проти повсталих арабів. У XVI столітті було захоплено португальцями, надалі входило до Оманської імперії. У XVIII—XX столітті було ареною боротьби між Шарджею та Оманом, а потім і Фуджайрою. З другої половини XX століття північна частина міста та регіону належить Оману, а південна перебуває в складі Об'єднаних Арабських Еміратів, розділена між Фуджайрою та невеликим анклавом Шарджі.
Поселення на місці сучасної Дібби-аль-Хісн існувало принаймні з давньоримських часів. При будівельних роботах 2004—2006 років було виявлено і розкопано багате поховання I століття до н. е. — I століття н. е.

## Клімат
Місто знаходиться у зоні, котра характеризується кліматом тропічних пустель. Найтепліший місяць — липень із середньою температурою 33.8 °C (92.8 °F). Найхолодніший місяць — січень, із середньою температурою 19.2 °С (66.6 °F).
| Клімат Дібби            | Клімат Дібби | Клімат Дібби | Клімат Дібби | Клімат Дібби | Клімат Дібби | Клімат Дібби | Клімат Дібби | Клімат Дібби | Клімат Дібби | Клімат Дібби | Клімат Дібби | Клімат Дібби | Клімат Дібби |
| Показник                | Січ.         | Лют.         | Бер.         | Квіт.        | Трав.        | Черв.        | Лип.         | Серп.        | Вер.         | Жовт.        | Лист.        | Груд.        | Рік          |
| Середній максимум, °C   | 23,4         | 24,1         | 27,2         | 31,6         | 36,6         | 37,8         | 36,7         | 35,8         | 34,9         | 33,4         | 29,4         | 25,5         | 31,4         |
| Середня температура, °C | 19,2         | 20,1         | 23,1         | 27,2         | 32,1         | 33,7         | 33,8         | 32,8         | 31,3         | 28,6         | 24,7         | 21,3         | 27,3         |
| Середній мінімум, °C    | 15           | 16,1         | 19           | 22,9         | 27,6         | 29,6         | 30,8         | 29,8         | 27,7         | 23,7         | 20           | 17,1         | 23,3         |
| Норма опадів, мм        | 17.4         | 8.5          | 13.7         | 3.7          | 0.1          | 0.3          | 0.4          | 0            | 0.1          | 0.3          | 6.5          | 17.9         | 68.8         |
| Днів з опадами          | 6            | 3            | 5            | 1            | 0            | 0            | 0            | 0            | 0            | 0            | 1            | 4            | 20           |
| Вологість повітря, %    | 65           | 65           | 60           | 55           | 55           | 60           | 65           | 65           | 65           | 60           | 60           | 65           | 61.7         |
| ----------------------- | ------------ | ------------ | ------------ | ------------ | ------------ | ------------ | ------------ | ------------ | ------------ | ------------ | ------------ | ------------ | ------------ |
| Джерело: Weatherbase    |              |              |              |              |              |              |              |              |              |              |              |              |              |